# Montcabrier (Tarn)
Montcabrier è un comune francese di 228 abitanti situato nel dipartimento del Tarn nella regione dell'Occitania.

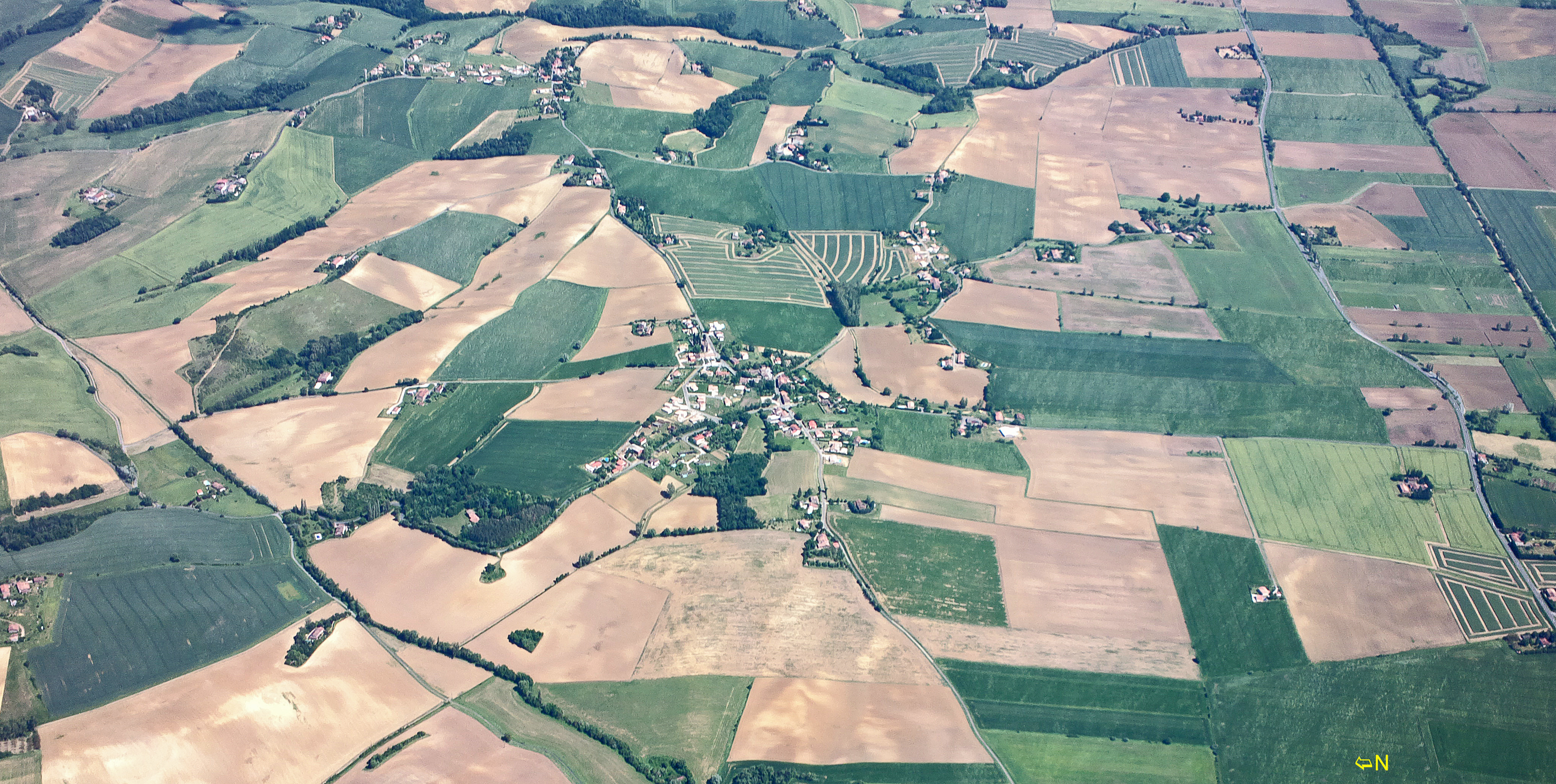
Montcabrier

## Società

### Evoluzione demografica
Abitanti censiti